# Papa Massé Fall
Papa Massé Mbaye Fall (Dakar, 11 de diciembre de 1985) es un futbolista y entrenador de arqueros bisauguineano nacido en Senegal. Actualmente se desempeña como preparador de arqueros en el Polideportivo Aguadulce, un club español dedicado a la formación de jóvenes futbolistas.
También es portero internacional con la selección de Guinea-Bisáu desde el año 2016.

## Trayectoria
Papa Fall jugó en el Ciudad de Vícar durante la temporada 2008-09 y en Las Norias en la temporada 2009-10, ambos clubes de Andalucía, España. En el año 2014 tuvo un paso importante por el Union Meppen, un club alemán de fútbol amateur del estado de Baja Sajonia que en ese momento disputaba la séptima división del sistema de liga del fútbol alemán denominado Bezirksliga.
A mediados del año 2014 llega al Polideportivo Aguadulce donde actualmente es el entrenador de arqueros de la categoría Infantil A.

## Selección nacional
En mayo de 2016 Papa Fall recibió su primera convocatoria a la selección de Guinea Bisáu por el entonces entrenador de la selección bisauguineana Baciro Candé. Su debut internacional se produjo el 4 de junio de 2016 en el partido que enfrentó a Guinea Bisáu y Zambia correspondiente a la jornada 5 del grupo E de la Clasificación para la Copa Africana de Naciones de 2017, Papa Fall actuó de titular los 90 minutos de juego en la victoria bisauguineana por 3 goles a dos, triunfo que finalmente significaría la histórica clasificación de Guinea Bisáu a la Copa Africana de Naciones 2017, la primera de su historia.
El debut de Papa Fall se vio envuelta en polémica porque Zambia presentó un reclamó ante la Confederación Africana de Fútbol (CAF) aduciendo que el portero tenía irregularidades con su pasaporte guineano y que anteriormente había jugado por la selección de Senegal. país en el que nació, por lo tanto pedía los puntos del partido disputado. Posteriormente la CAF anunció que, sobre la base de sus investigaciones, el jugador en cuestión nunca había jugado por Senegal y que la documentación presentada por Federación de Fútbol de Guinea-Bisáu (FFGB) eran válidas, por lo que el resultado del partido se mantuvo.
En enero de 2017 formó parte de la plantilla de 23 jugadores con los que su selección disputó la Copa Africana de Naciones 2017 bajo la dirección técnica de Baciro Candé. Sin embargo, no llegó a participar en ninguno de los tres partidos que jugó su equipo terminando eliminado en la fase de grupos.